# Pellenes nigrociliatus
Pellenes nigrociliatus es una especie de araña saltarina del género Pellenes, familia Salticidae. Fue descrita científicamente por Koch L. en 1875.

## Descripción
La araña es generalmente negra con anchas rayas blancas a lo largo del opistosoma. La hembra es más grande entre 4,65 y 5,1 milímetros (0,183 y 0,201 pulgadas) de largo, en comparación con el macho que mide entre 3,15 y 3,65 milímetros (0,124 y 0,144 pulgadas) de largo.

## Distribución
Habita en Azerbaiyán, Kirguistán, Tayikistán, Turquía, Turkmenistán, Bulgaria, República Checa, Francia, Alemania, Italia (Sicilia), Macedonia del Norte, Polonia, Portugal, Rumania, Rusia, Eslovaquia, España, Suiza y Ucrania (Crimea).